# Eenjarige hardbloem
De eenjarige hardbloem (Scleranthus annuus subsp. annuus) is een eenjarige of soms tweejarige plant, die behoort tot de anjerfamilie (Caryophyllaceae). De soort staat op de Nederlandse Rode lijst van planten als een soort die in Nederland algemeen voorkomend en stabiel of toegenomen is. De plant komt van nature voor in Eurazië. Het aantal chromosomen is 2n = 44. Naast de eenjarige hardbloem wordt de kleine hardbloem (Scleranthus annuus subsp. polycarpos) onderscheiden, die in Nederland volgens de Rode Lijst zeldzaam en stabiel of toegenomen is. De kleine hardbloem wordt 3 - 10 cm hoog.
De plant wordt 5-20 cm hoog. De liggende tot opstijgende stengels zijn grijsgroen tot grijsgeel. De stengelinternodiën zijn meestal langer dan de bladeren. De tegenover elkaar staande, lijnvormige bladeren zijn tot 1 cm lang en 1 mm breed.
De eenjarige hardbloem bloeit van mei tot oktober met groene, 3-4 mm lange, perigyne bloemen. De bloem heeft geen kroonbladen. De 2-4,5 mm lange kelkbladen zijn evenlang of langer dan de kelkbuis. De witgerande kelkslippen staan na de bloei schuin uit tot rechtop. Het eenzadige vruchtbeginsel is grotendeels vergroeid met de kelkbuis.
De 3,5-4,5 mm lange vrucht is een nootje, dat door een gegroefde bloembeker, buisvormig wordt omsloten en tezamen een eivormig urntje (utriculum) vormt, dat bij rijpheid gesloten blijft.

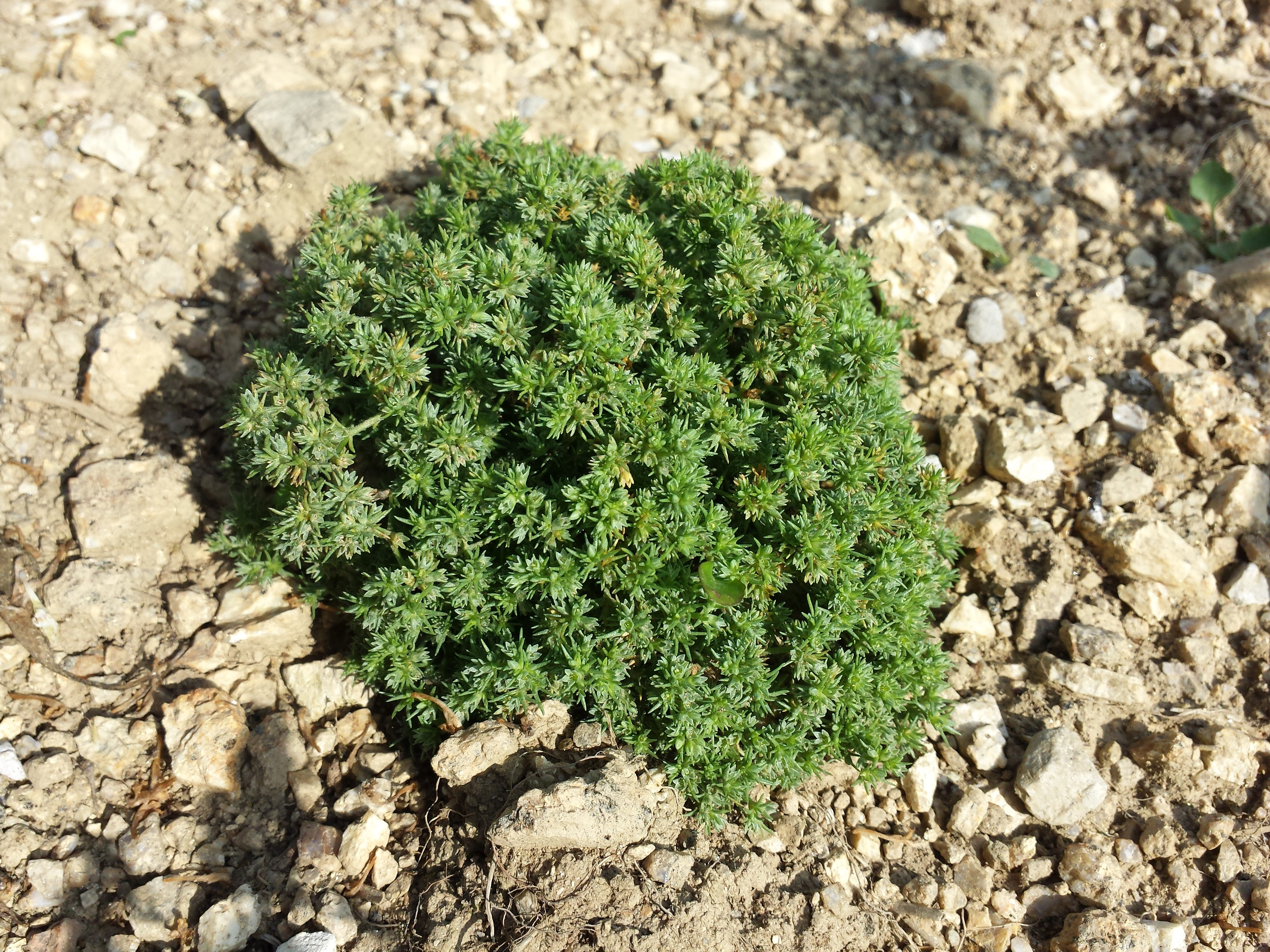
Plant
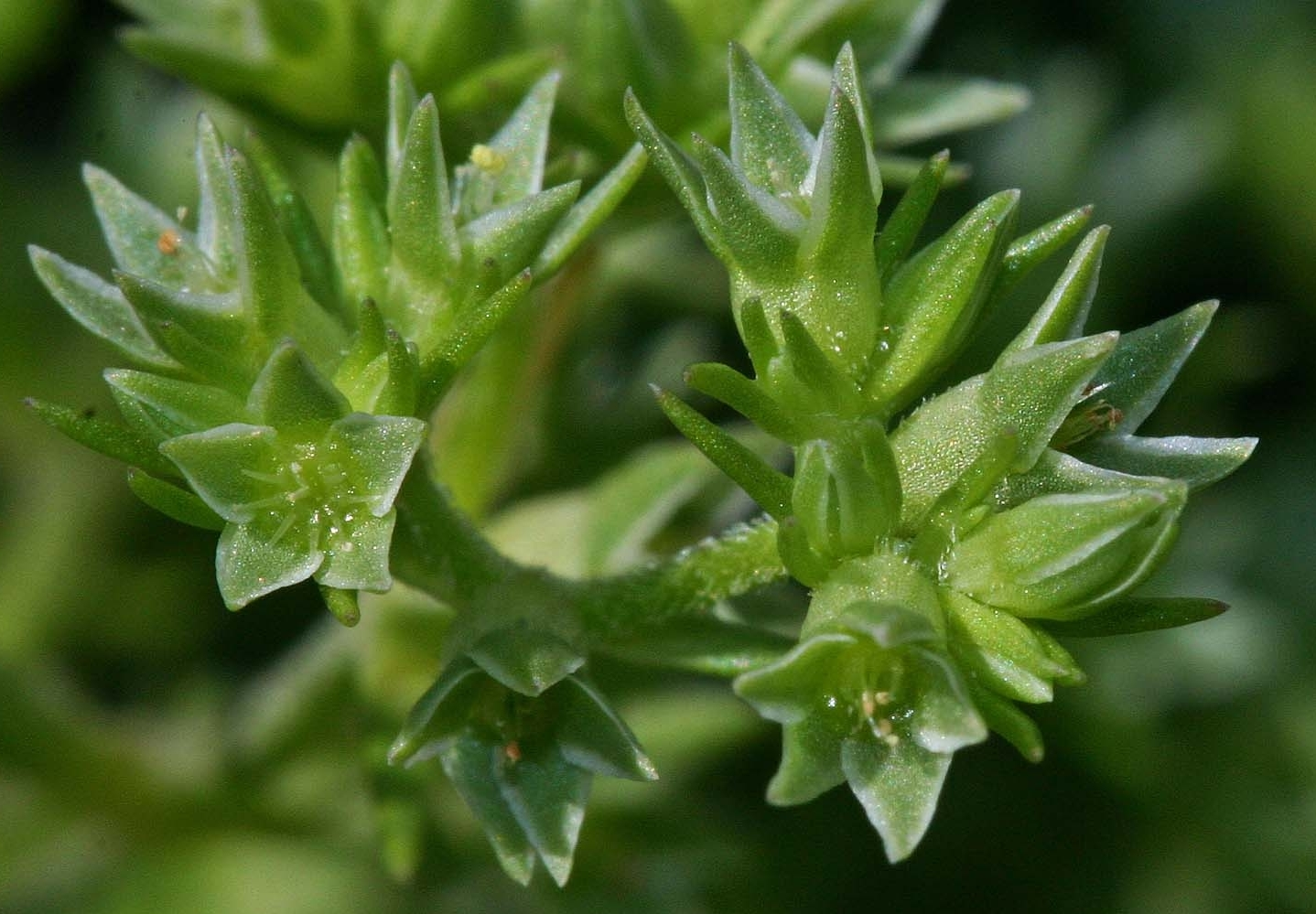
Bloemen
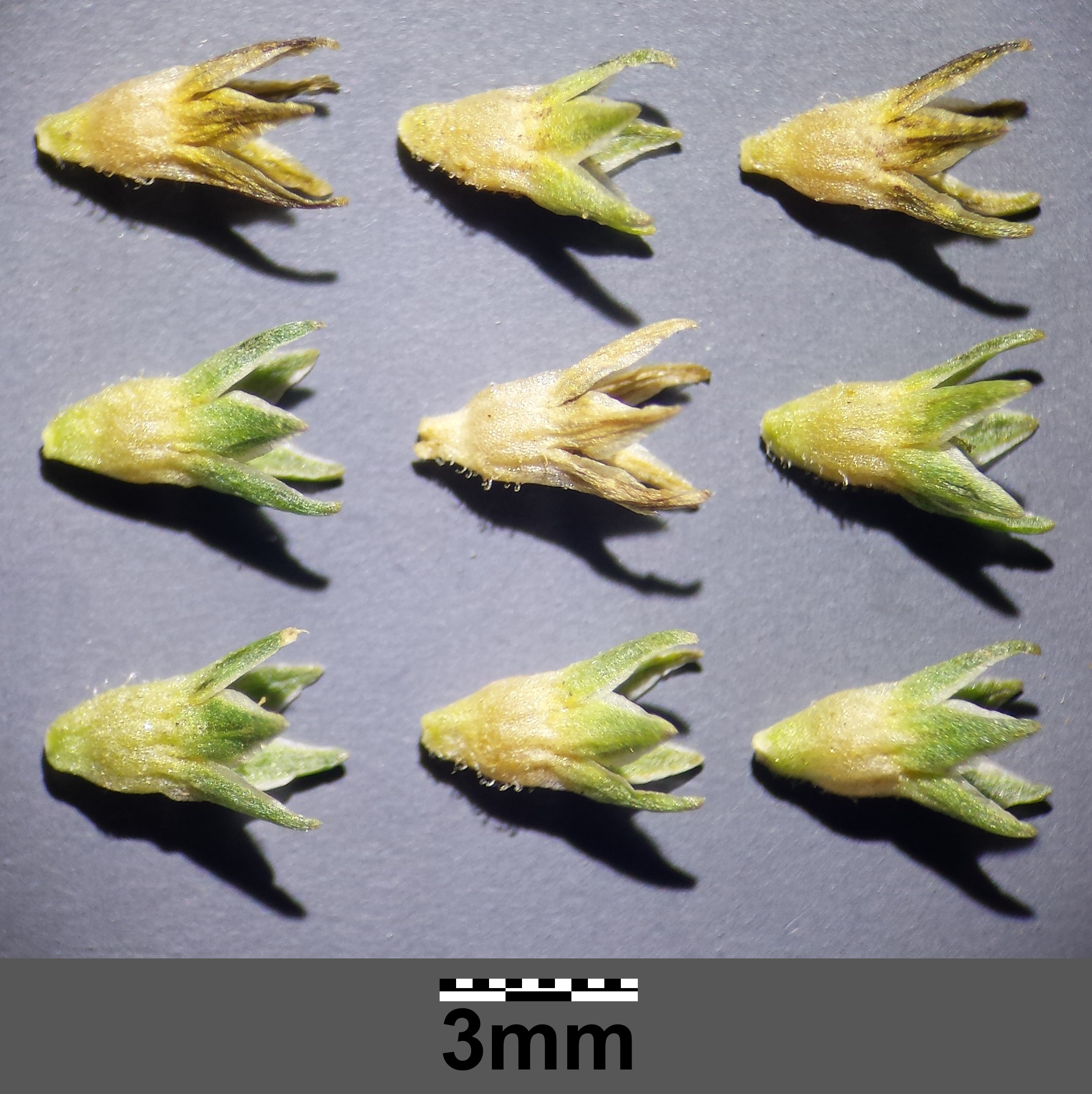
Bloembekers
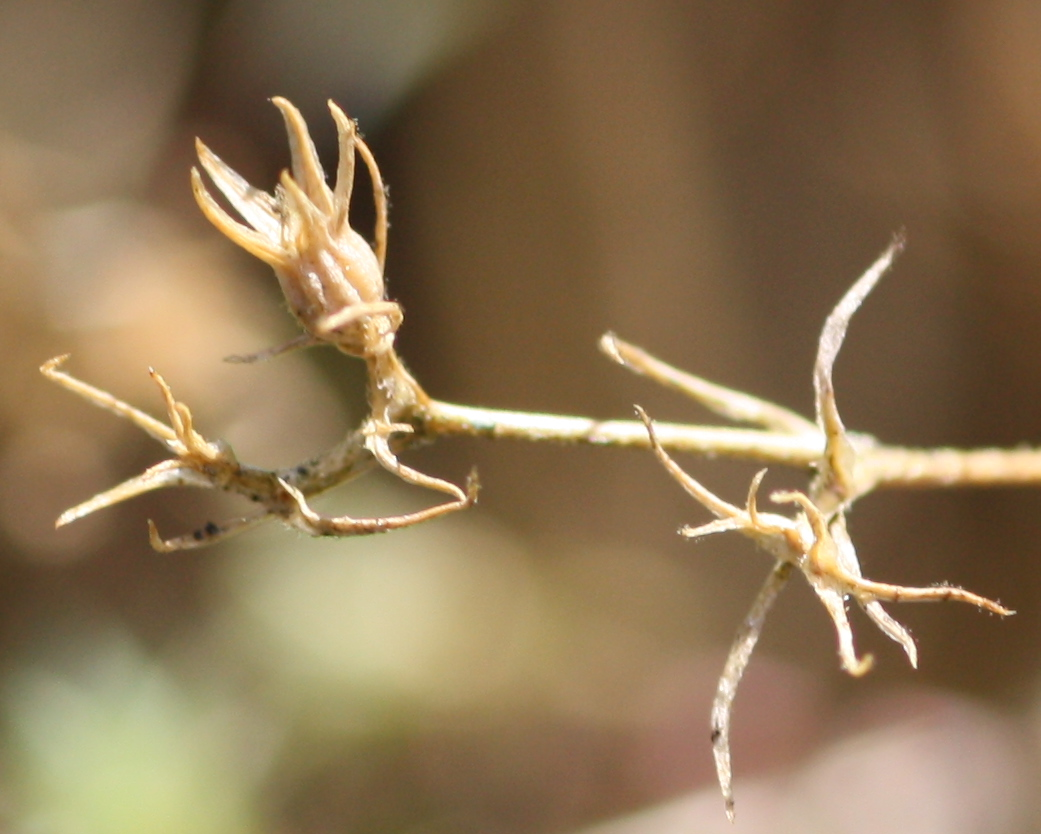
Vrucht met bloembeker

De plant komt voor in bermen, bouwland en op open plekken in grasland op droge, voedselarme tot matig voedselrijke zandgrond.

## Namen in andere talen
- Duits: Einjähriger Knäuel
- Engels: Annual Knawel
- Frans: Gnavelle annuelle